# Agnieszka Radwańska
Agnieszka Roma "Aga" Radwańska là 1 cựu vận động viên quần vợt chuyên nghiệp người Ba Lan. Radwańska đạt thứ hạng cao nhất là số 2 thế giới vào tháng 7 năm 2012. Được biết đến là 1 tay vợt biết cách xây dựng chiến thuật thi đấu cũng như lối chơi thông minh, phòng ngự và phản công tốt ở cuối sân, Radwanska đã có được 17 danh hiệu đơn trong sự nghiệp.
Radwanska đã từng tiến sâu vào 1 giải Grand Slam đó là tại giải Wimbledon 2012 và đã để thua Serena Williams. Ngoài ra, còn vào được bán kết của Úc Mở rộng và tứ kết Roland Garros.
Ngoài ra, cô còn chơi ở nội dung đôi, từng đánh cặp với Maria Kirilenko và Daniela Hantuchová, nhưng sau năm 2010, Radwanska tập trung cho nội dung đơn và ít khi tham gia đánh đôi.
Radwanska được bình chọn là tay vợt nữ được yêu thích nhất của WTA trong 5 năm liên tiếp (2011-2015). Với thành tích của mình trong thể thao, năm 2013, cô đã được Tổng thống Ba Lan Bronisław Komorowski trao tặng huy hiệu chữ thập vàng.

## Cuộc sống cá nhân
Sinh ra tại Kraków, Radwanska bắt đầu tập chơi tennis từ năm 4 tuổi. Khi đó, cha cô đã giúp cô làm quen với tennis cũng như các môn thể thao khác. Em gái cô là Urszula Radwanska cũng là 1 vận động viên quần vợt. Cô hâm mộ Martina Hingis và Pete Sampras và lấy đó làm nguồn cảm hứng chơi tennis cho mình. Ngoài chơi tennis, Radwanska còn theo học ngành du lịch tại trường đại học tại Kraków. Cô cũng là một tín đồ Công giáo La Mã, và từng tham gia vào chiến dịch "Nie wstydzę się Jezusa!" (Tôi chẳng lấy làm hổ thẹn vì đấng Kitô!) của Công giáo Ba Lan. Trong chiến dịch này, cô phát hành một video kêu gọi người hâm mộ "đừng hổ thẹn vì đức tin của mình" và dùng những quả bóng tennis để xếp thành dòng chữ "JEZUS" ("JESUS").
Theo Forbes, vào năm 2012 cô là vận động viên nữ có thu nhập cao thứ 9 trên thế giới.

## Sự nghiệp

### 2005-2006: Những năm đầu trong sự nghiệp
Radwanska giành được danh hiệu tại giải trẻ Wimbledon 2005, đánh bại Tamira Paszek và tiếp tục có được danh hiệu tại giải trẻ Roland Garros 2006 sau chiến thắng trước Anastasia Pavlyuchenkova. Cô tham dự giải đấu WTA đầu tiên của mình là tại J & S Cup vào năm 2006 (sau này là Warsaw Open) ở Warsaw, đánh bại Anastasia Myskina trong trận đấu ra quân đầu tiên của mình và để thua trước Elena Dementieva ở trận tứ kết trong vòng 3 set đấu.
Tại Wimbledon năm 2006, cô thua Kim Clijsters tại vòng 4, và sau đó thua tại vòng 2 của U.S Open. Tại giải đấu ở Luxembourg, Radwanska đã vượt qua cựu số 1 thế giới Venus Williams ở vòng 2 và Elena Dementieva tại tứ kết nhưng thua Francesca Schiavone ở bán kết.

### 2007-2008: Danh hiệu WTA đầu tiên
Radwanska tham dự Úc Mở rộng 2007 nhưng cô thua Ana Ivanovic tại vòng 2. Tại Sony Ericsson Open năm 2007, cô đã đánh bại thần tượng của mình là Hingis tại vòng 3. Nhưng cô phải rời khỏi giải đấu vì thua Tathiana Garbin tại vòng 4.
Tháng 8 năm 2007, Radwanska có thêm chức vô địch WTA tại Nordea Nordic Light sau khi thắng Vera Dushevina trong trận chung kết. Tại Mỹ Mở rộng 2007, Radwanska đã đánh bại tay vợt đương kim vô địch là Maria Sharapova tại vòng 3 nhưng sau đó để thua trước Shahar Pe'er ở vòng 4.
Tại Úc Mở rộng 2008, cô đã lọt đến tứ kết sau khi thua Daniela Hantuchova. Tại Pháp Mở rộng, Radwanska thua Jelena Jankovic tại vòng 4. Tại Wimbledon, cô thua. Ở Mỹ Mở rộng, cô cũng thua tại vòng 4 trước Venus Williams. Tại WTA Championships, Radwanska được chọn để thay thế cho Ana Ivanovic bị chấn thương, có trận thắng sau 2 set trước Svetlana Kuznetsova. Radwanska kết thúc năm ở vị trí thứ 10.
Tại Olympics Bắc Kinh, Radwanska đại diện cho nước Ba Lan để chơi tại đây, thua trước Schiavone tại vòng 2.

### 2009-2010

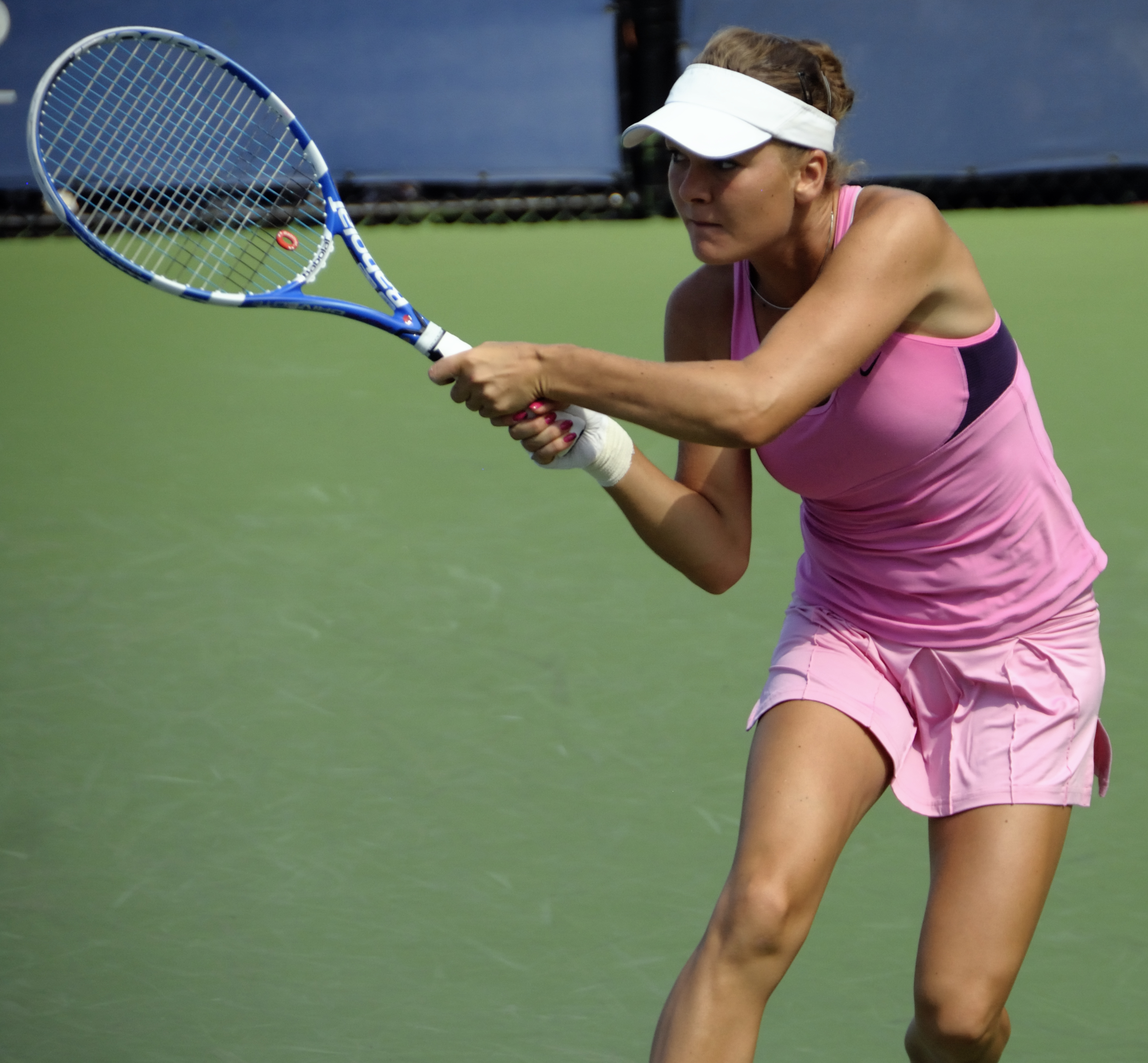
Radwanska tại US Open 2009.

Tại giải Úc mở rộng, Radwańska bị loại tại vòng 1 sau khi thua Kateryna Bondarenko. Tại Pháp Mở rộng, cô thất bại tại vòng 4, thua Svetlana Kuznetsova. Cô và em gái Urszula tham dự nội dung đôi Pháp Mở rộng và cũng lọt đến tứ kết. Tại Wimbledon, Radwanska thua Venus Williams tại tứ kết. 
Radwańska có trận bán kết đôi đầu tiên là tại Tokyo, thua trước Maria Sharapova. Vào đến chung kết giải tại Trung Quốc, thua Kuznetsova.
Agnieszka Radwanska tham dự nội dung đánh đôi tại Úc Mở rộng cùng với Maria Kirilenko, lọt đến bán kết, thua bộ đôi hạt giống số 1 và cũng là bộ đôi số 1 thế giới vào thời điểm đó Cara Black và Liezel Huber. Tại Pháp Mở rộng, cô cũng đánh đôi với Kirilenko, bộ đôi này cũng lọt đến tứ kết và thua Serena và Venus Williams. Tại Wimbledon, Radwańska lọt đến vòng 4, thua Li Na, người mà cô cũng từng đánh bại trong giai đoạn cùng kì năm trước. 
Do chấn thương, Radwanska phải kết thúc mùa giải 2010 sớm, sau trận thua Angelique Kerber tại giải China Open và kết thúc năm ở ngoài top 10.

### 2011

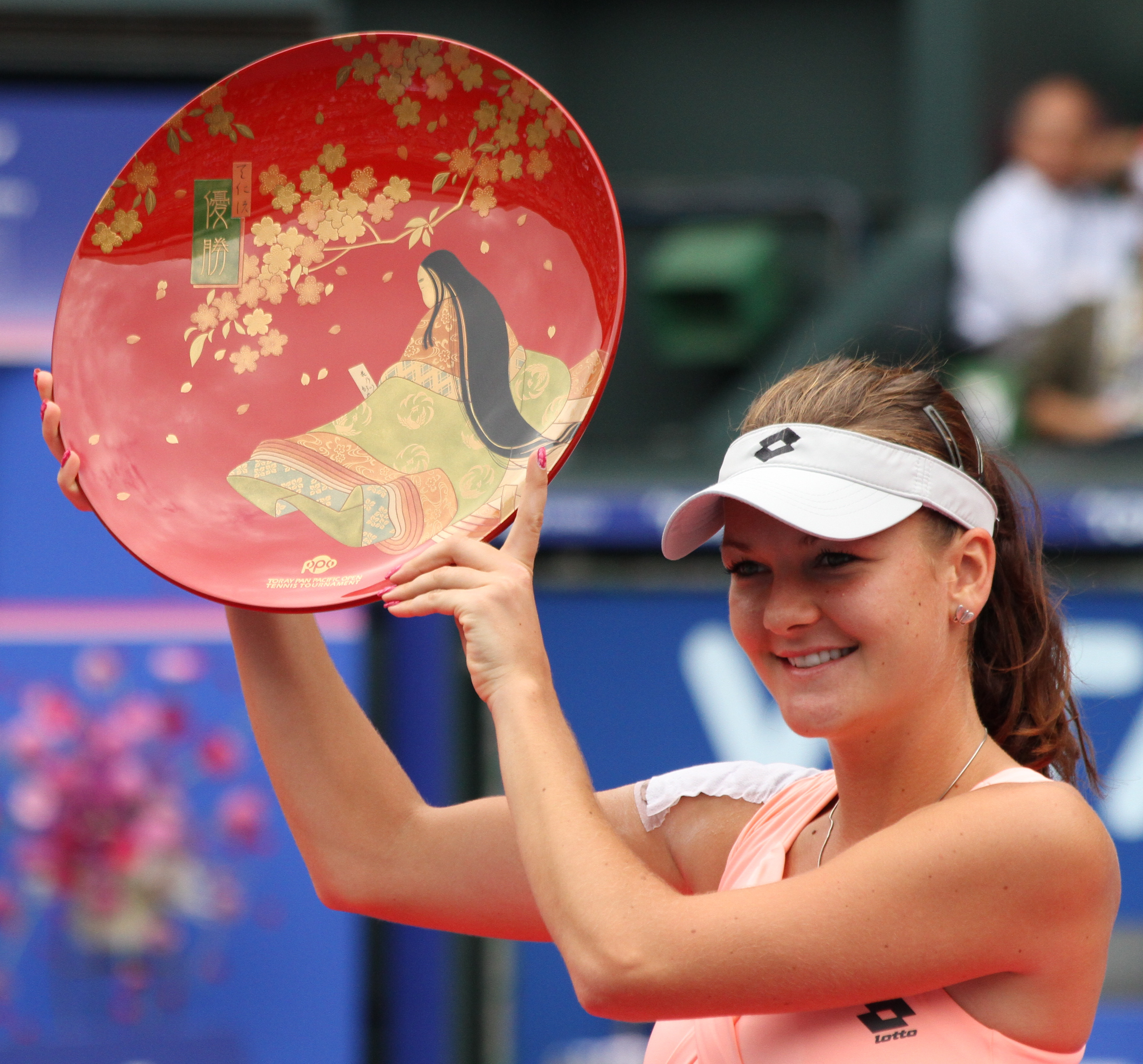
Radwanska tại Toray Pan Pacific Open 2011

Agnieszka lọt đến tứ kết Úc Mở rộng, nơi cô thua trước nhà vô địch năm đó Kim Clijsters với tỉ số 3–6 6–74–7. Tại Pháp Mở rộng, cô lại một lần nữa dừng bước ở vòng 4 sau trận thua Maria Sharapova. Tại Wimbledon, thua Petra Cetkovska của Cộng hòa Séc tại vòng 2. Ở US Open, cô thua Angelique Kerber tại vòng 2 sau khi đánh bại cô em Urszula Radwańska ở vòng 1. Radwanska có danh hiệu WTA tại Tokyo sau chiến thắng trước Vera Zvonareva. Tại China Open, Radwanska có được chức vô địch sau khi thắng Andrea Petkovic 7–5 0–6 6–4 trong trận chung kết. Radwanska giành được 1 suất tham dự WTA Championships với cương vị hạt giống số 8, dừng bước tại vòng bảng.
Agnieszka Radwanska kết thúc năm 2011 ở vị trí số 8 thế giới.

### 2012: Lần đầu vào chung kết Grand Slam, vị trí số 2 thế giới

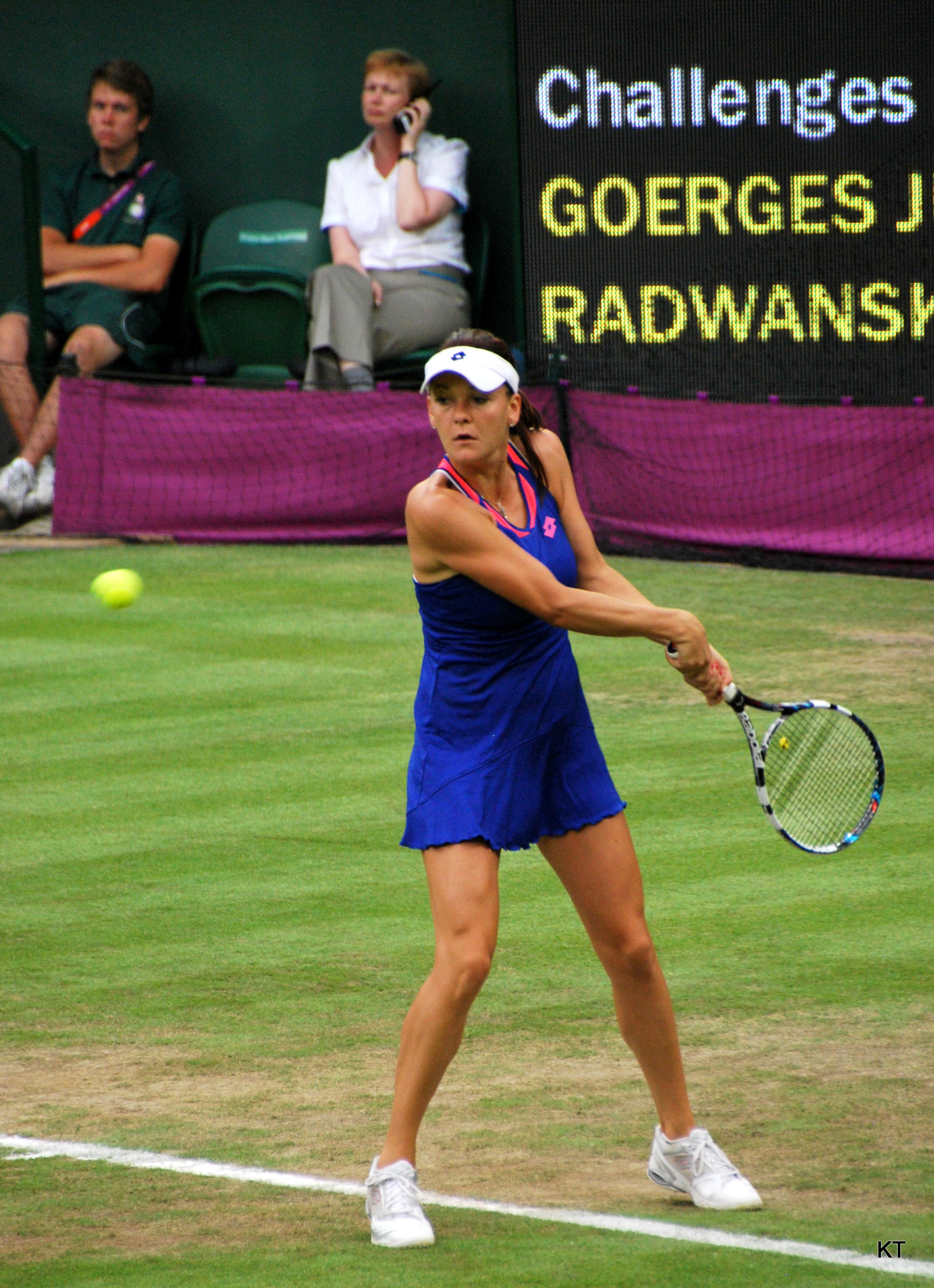
Radwańska tại Olympics 2012

Năm 2012 được coi như 1 bước ngoặt trong sự nghiệp cua Agnieszka Radwanska.
Tại Úc Mở rộng, Radwanska lần thứ 3 phải dừng bước tại tứ kết, thua Victoria Azarenka sau 3 set. Radwanska có danh hiệu WTA tại Dubai sau chiến thắng trước Julia Goerges và danh hiệu tại Miami sau chiến thắng bất ngờ 7–5 6–4 trước Maria Sharapova. 
Trên mặt sân đất nện, Radwanska có danh hiệu WTA tại Brussels, (Bỉ) sau chiến thắng trước Simona Halep 7–5 6–0 ở trận chung kết. Tại Pháp Mở rộng, sau khi đánh bại Venus Williams tại vòng 2, Radwanska phải dừng bước tại vòng 3 sau trận thua trước Kuznetsova. Tại Wimbledon, Radwanska lần đầu tiên có mặt tại trận chung kết của giải và cũng là trận chung kết Grand Slam đầu tiên trong sự nghiệp, thua trước Serena Williams 1–6 7–5 2–6 trong trận chung kết. Tại Olympics London 2012, Radwanska đại diện cho nước Ba Lan tham dự với cương vị hạt giống số 2 nhưng cô lại thua một cách bất ngờ trước Julia Goerges 5–7 7–65–7 6–4 tại vòng một. Tại US Open, Radwanska được xếp hạt giống số 2 nhưng lại thua trước hạt giống số 20 Roberta Vinci tại vòng 4 khiến cô rơi xuống vị trí số 4 thế giới. Tại WTA Championships, Radwanska lọt đến trận bán kết, thua Serena Williams 6–2 6–1. 
Radwanska kết thúc mùa giải 2012 ở vị trí số 4.

### 2013

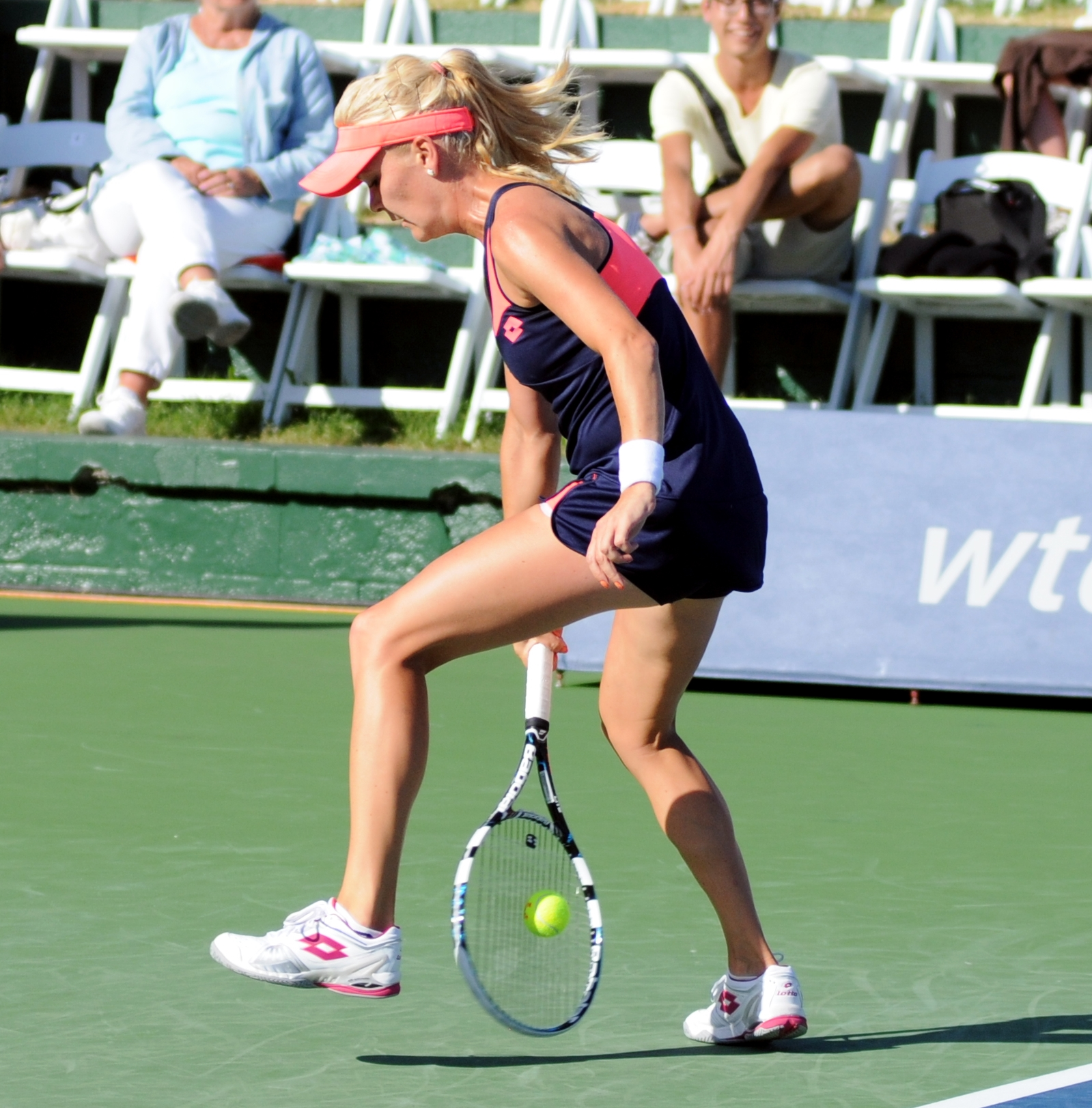
Radwańska đánh bóng qua 2 chân tại Southern California Open 2013.

Radwanska có 2 danh hiệu WTA liên tiếp tại Auckland sau chiến thắng trước Yanina Wickmayer 6–4 6–4 và tại Sydney, thắng Dominika Cibulkova 6–0 6–0 trong trận chung kết. 
Tại Úc Mở rộng, Radwanska có lần thứ 3 liên tiếp thất bại tại trận tứ kết, năm nay người đánh bại cô là Li Na, á quân năm đó. Tại Pháp Mở rộng, Radwanska lần đầu tiên vào tứ kết nhưng cô lại thua á quân năm 2012 Sara Errani 4–6 6–76–8. Tại Wimbledon, cô thua Sabine Lisicki trong trận bán kết 
4–6 6–2 7–9. Khi Azarenka, Sharapova và cả Serena Williams chơi không tốt tại giải, thì Radwanska cũng không bắt đuọc cơ hội để có chức vô địch grand slam đầu tiên trong sự nghiệp.
Radwanska cũng có những trận đấu chuẩn bị khá tốt trước thềm US Open. Đi đến bán kết Rogers Cup, thua Serena Williams 6–73–7 4–6. Radwanska bỏ cuộc tại tứ kết Cincinnati trong trận đấu gặp Li Na.
Agnieszka Radwanska tiến đến Mỹ Mở rộng khi được xếp hạt giống số 3 (sau khi Maria Sharapova rút lui do chấn thương) nhưng cô lại 1 lần nữa không thoát khỏi ngưỡng cửa vòng 4 để lọt vào tứ kết, lần này, Radwanska thua tay vợt Nga Ekaterina Makarova 4–6 4–6.
Sau Mỹ Mở rộng, Radwanska có được danh hiệu WTA thứ 3 trong mùa giải, giải đấu tại Seoul, Hàn Quốc sau chiến thắng 6–76–8 6–3 6–4 trước Anastasia Pavlyuchenkova. Cô còn tham dự China Open – giải đấu mà trước đây cô đã từng vô địch, dừng bước tại bán kết (thua Serena Williams 6–2 6–2). Radwanska tham dự WTA Championships với 1 tâm lý có vẻ không ổn định khiến cô thua cả ba trận vòng bảng, thua Petra Kvitova 4–6 4–6, Serena Willams 2–6 4–6 và thua Angelique Kerber 2–6 2–6, điều đó khiến cô rơi khỏi top 4, kết thúc năm ở vị trí số 5 thế giới.

### 2014-2015: Vô địch WTA Final

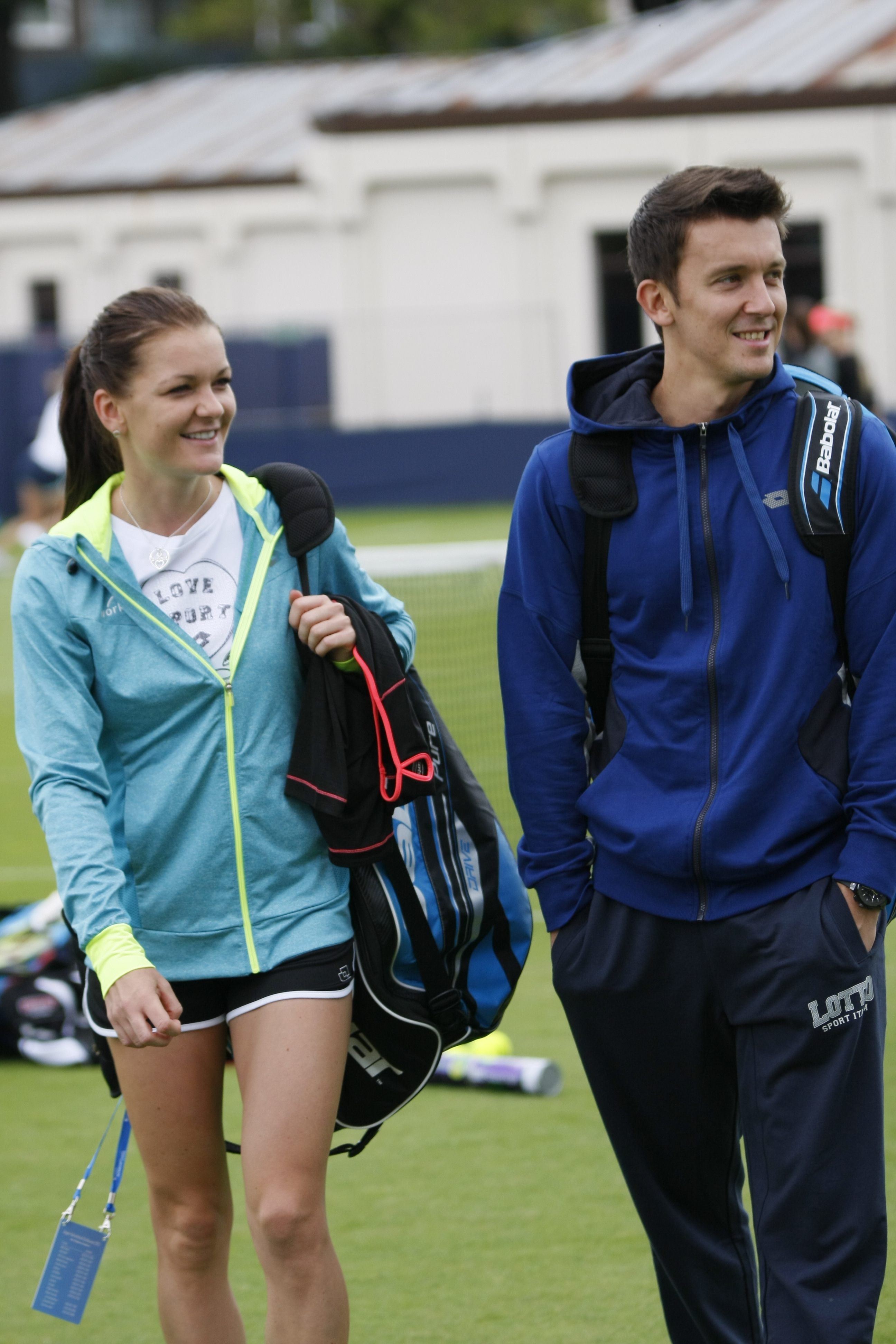
Radwańska tại Aegon International, Eastbourne, tháng 6 năm 2015.

Radwanska mở đầu năm 2014 khi cùng đồng đội là Grzegorz Panfil đại diện cho Ba Lan tham dự Hopman Cup, được xếp hạt giống số 1 và vào được trận chung kết. Tại chung kết gặp Pháp, cô đánh bại được Alize Cornet nhưng thua tại trận đôi nam nữ trước đội Pháp.
Tại Úc Mở rộng, Radwanska lần đầu tiên vào bán kết sau 5 năm thất bại tại tứ kết khi bất ngờ đánh bại nhà đương kim vô địch Victoria Azarenka 6–1 5–7 6–2 tại tứ kết, cô đã tạo nên 1 kết quả mà ít ai nghĩ tới. Tại Roger Cup (Montreal, Canada), Radwanska giành được chức vô địch khi đánh bại Venus Williams trong trận chung kết. Tại WTA Final, cô để thua trước Maria Sharapova và Caroline Wozniacki nhưng đã giành chiến thắng trước Petra Kvitová để lọt vào bán kết rồi dừng bước trước Simona Halep. Radwanska kết thúc năm 2014 với vị trí thứ 6.
Radwanska khởi đầu năm 2015 cùng đồng đội Jerzy Janowicz đại diện cho Ba Lan tham dự Hopman Cup, tại chung kết cô giành chiến thắng trước Serena Williams và trong trận đánh đôi để giành chức vô địch cho đội Ba Lan.
Tại WTA Final 2015, Radwanska nằm trong bảng đỏ cùng Simona Halep, Maria Sharapova và Flavia Pennetta. Cô đã để thua Sharapova và Pennetta, nhưng sau đó đã đánh bại Halep để giành quyền lọt vào vòng sau. Tiếp đó cô đánh bại Garbiñe Muguruza tại bán kết và Petra Kvitova tại chung kết để giành chức vô địch WTA Final đầu tiên. Cô kết thúc năm 2015 với vị trí thứ 5.

## Phong cách thi đấu, trang bị
—Radwańska trong năm 2016
Năm 2012, Tom Perrotta của tờ The Wall Street Journal gọi Radwanska là "tay vợt chơi chiến thuật và khôn ngoan bậc nhất trên thế giới. Trong suốt nhiều năm người ta gọi cô với nhiều nickname như "Nhà ảo thuật", "Ninja" hay "Bậc thầy", xuất phát từ việc Radwanska có khả năng tung ra những cú đánh vô cùng khó bằng một cách thức rất dễ dàng. Lối chơi của Radwanska được xây dựng trên nền tảng của sự đa dạng, linh hoạt và xu hướng dự đoán các cú đánh của đối thủ. Cô thường sử dụng phong cách này để duy trì những loạt đánh bền cũng như mở góc đánh tạo điểm winner, hoặc gây bất ngờ nhằm khiến đối phương đánh bóng hỏng. Vũ khí chính của Radwanska bao gồm sự phối hợp của những cú cắt và lốp, đi kèm với khả năng đánh bóng ở mọi góc sân. Cô cũng thường sử dụng những cú dropshot ngụy trang, thực hiện với động tác tương tự như một cú đánh bóng thông thường. Radwanska còn được chú ý với những cú đánh khom người, cô ngồi sụp xuống để đánh trả hoặc chuyển hướng bóng, cùng với cú trái tay vượt đầu trong khi phòng thủ. Trên thực tế, người ta xem Radwanska như người sáng tạo ra kiểu đánh bóng bằng tư thế squat, theo đó cô hạ thấp cơ thể để thực hiện những cú half vollley theo hướng vợt dọc. "Tôi không biết mình có phải là người phát minh ra nó hay không," Radwanska nói, "nhưng chắc chắn tôi là một trong những người tiên phong làm điều ấy. Khi xem TV, tôi có thể nghe người BLV nói rằng đó là cú đánh của tôi, ngay cả khi có một người nào đó thực hiện nó, thật là tốt khi biết được mình đã đóng góp chút ít gì đó cho tennis".

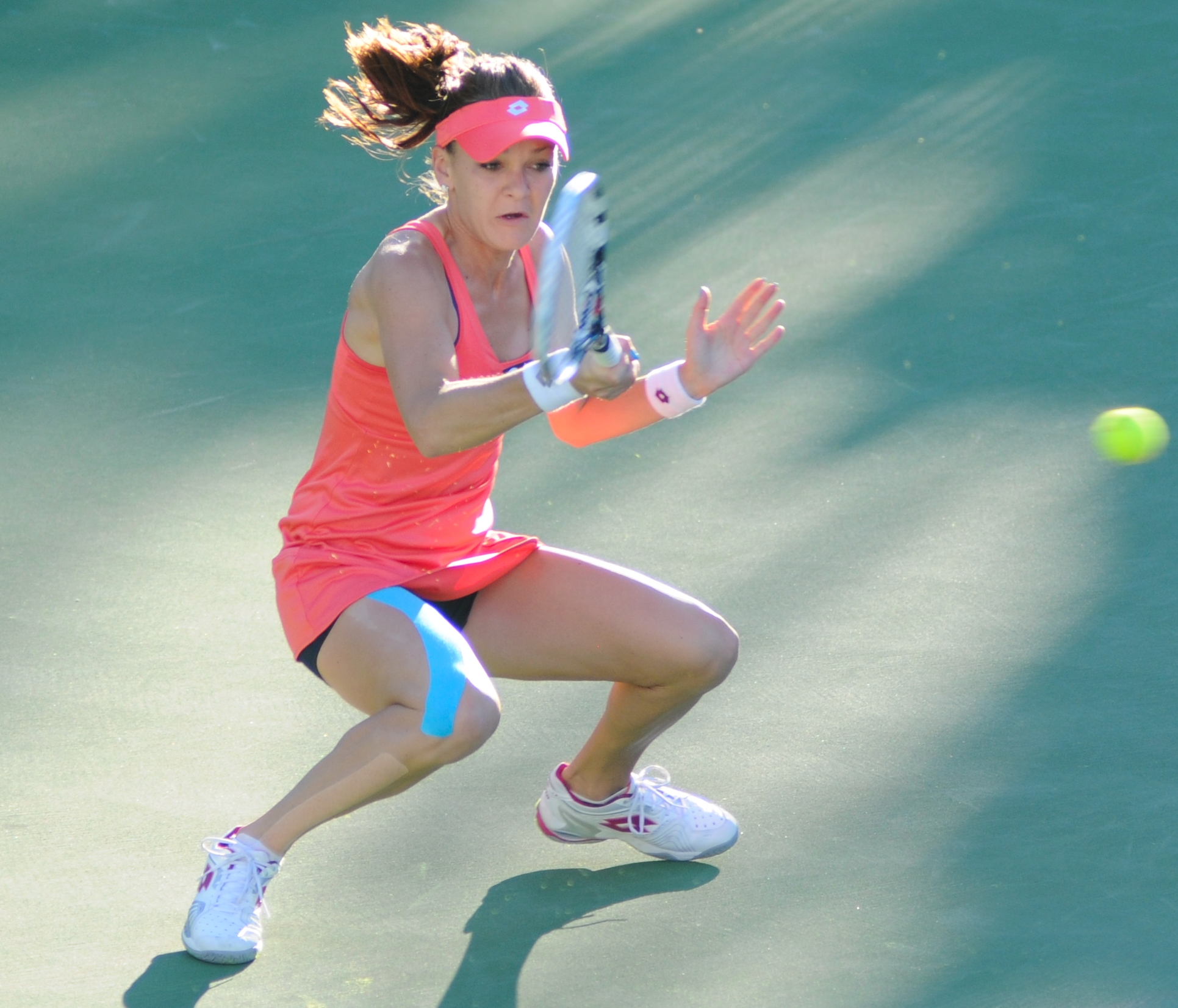
Cú thuận tay thấp của Radwańska

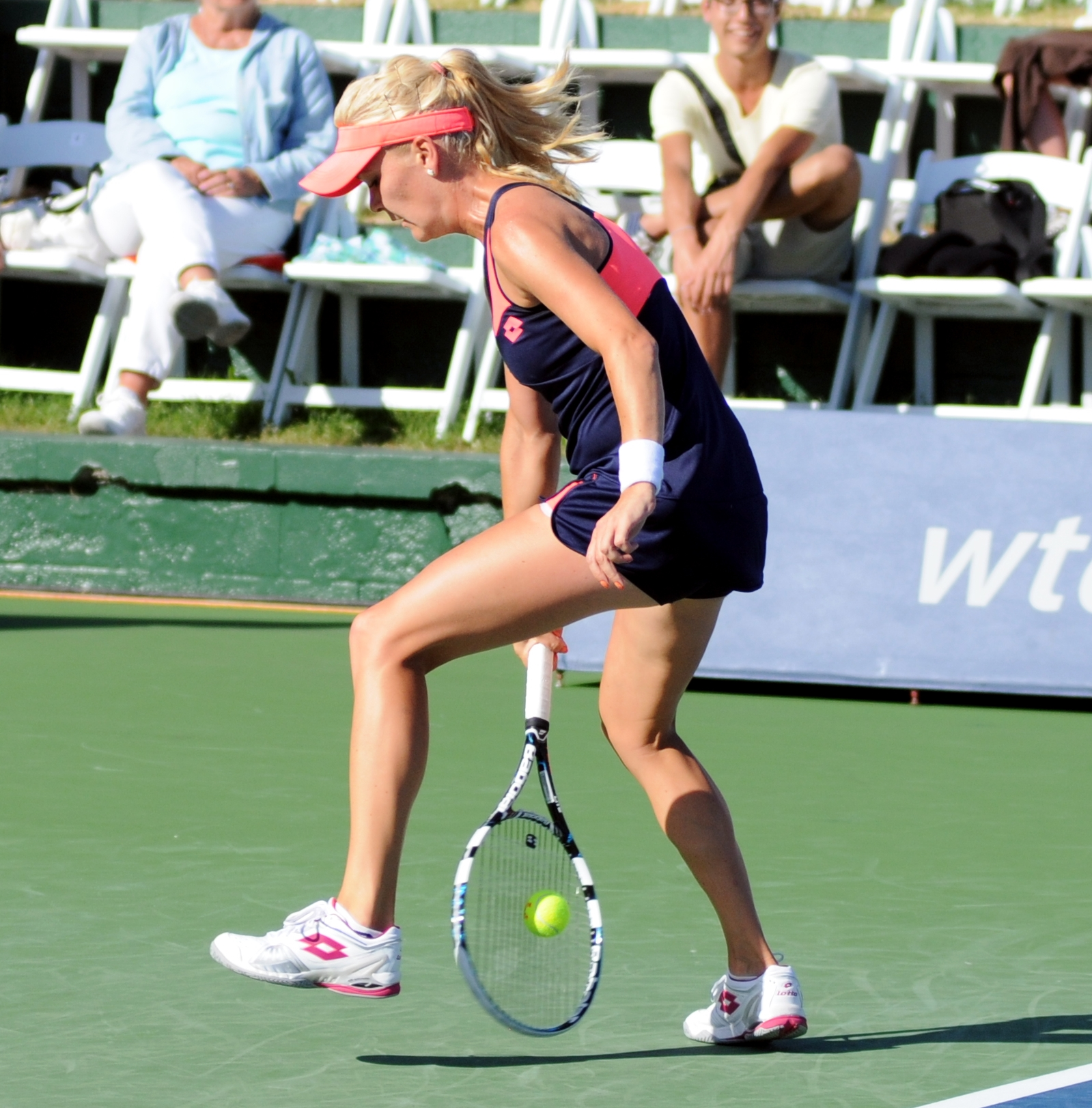
Radwańska đánh tweener

Một trong những yếu điểm quan trọng của Radwanska chính là những cú giao bóng thiếu lực. Đặc biệt đối với những cú giao bóng hai, thường rất chậm và dễ bị tấn công. Những cú đánh của cô đôi khi có điểm rơi rất nông trên sân, tạo nhiều thuận lợi cho đối thủ đè bóng nặng. "Tôi không nghĩ bản thân mình có thể tung ra những cú giao bóng 200 km/h, nó thực sự không phải là cơ thể của tôi", Radwanska nói. "Tôi phải bù vào thứ gì đó. Tôi được sinh ra để chơi như vậy. Trong đầu lúc nào cũng đầy ắp những ý tưởng, kiểu như 'OK Đánh dọc dây rồi sau đó chéo sân, có thể thêm dropshot vào nữa.' Nhưng bạn chỉ có duy nhất 1s để quyết định, nhiều khi cũng không có giây nào, thế nên mọi thứ phải được lập trình tự động." Radwanska đẩy hơi ra khi cô đánh bóng, nhồi bóng không quá 4 lần trước khi giao. Cô tiết lộ rằng mình có thể sử dụng bất kỳ chiếc vợt nào và có thói quen sử dụng duy nhất một chiếc trong suốt trận đấu.
Radwanska sử dụng vợt Babolat Pure Drive Lite, và trang phục thi đấu của Lotto. Ngoài ra cô cũng có hợp tác với các hãng Lexus, Rado, Amica, Cheesecake Factory, Vanquis Bank,..., logo của các hãng này xuất hiện trên trang phục thi đấu của cô tùy theo mùa giải.

### Huấn luyện viên
Radwanska bắt đầu sự nghiệp quần vợt dưới sự hướng dẫn của cha cô - Robert Radwański.
Trong năm 2011, Radwanska bắt đầu làm việc với huấn luyện viên Tomasz Wiktorowski.
Cuối năm 2014, Radwanska mời huyền thoại quần vợt nữ Martina Navratilova vào đội ngũ huấn luyện của mình. Trong tháng 4 năm 2015, họ chia tay sau khi Navratilova nói rằng cô quá bận rộn và không thể tiếp tục công việc.

## Thành tích tại các giải Grand Slam
W = vô địch
F = á quân
SF = bán kết
QF = tứ kết
1R, 2R, 3R, 4R = vòng 1, vòng 2, vòng 3, vòng 4

### Nội dung đánh đơn
| Các giải Grand Slam |     |     |      |     |     |     |      |      |      |      |      |     |     |        |        |     |
| Australian Open     | A   | 2R  | QF   | 1R  | 3R  | QF  | QF   | QF   | SF   | 4R   | SF   | 2R  | 3R  | 0 / 12 | 35–12  | 74% |
| French Open         | A   | 1R  | 4R   | 4R  | 2R  | 4R  | 3R   | QF   | 3R   | 1R   | 4R   | 3R  |     | 0 / 11 | 23–11  | 68% |
| Wimbledon           | 4R  | 3R  | QF   | QF  | 4R  | 2R  | F    | SF   | 4R   | SF   | 4R   | 4R  |     | 0 / 12 | 42–12  | 78% |
| US Open             | 2R  | 4R  | 4R   | 2R  | 2R  | 2R  | 4R   | 4R   | 2R   | 3R   | 4R   | 3R  |     | 0 / 12 | 24–12  | 67% |
| Thắng–Thua          | 4–2 | 6–4 | 14–4 | 8–4 | 7–4 | 9–4 | 15–4 | 16–4 | 11–4 | 10–4 | 14–4 | 8–4 | 2–1 | 0 / 47 | 124–47 | 73% |

#### Chung kết: 1 (Á quân)
| Năm  | Giải đấu                | Đối thủ tại chung kết | Tỉ số       |
| 2012 | Wimbledon Championships | Serena Williams       | 6–1 5–7 6–2 |

### Nội dung đánh đôi
| Grand Slam Tournaments |     |     |     |      |     |     |     |     |     |        |       |
| Australian Open        | 1R  | 1R  | 2R  | SF   | 3R  | 3R  | A   | A   | A   | 0 / 6  | 9–6   |
| French Open            | 3R  | 1R  | QF  | QF   | 1R  | 2R  | A   | A   | A   | 0 / 6  | 9–6   |
| Wimbledon              | 3R  | 2R  | 1R  | 2R   | 3R  | 3R  | A   | A   | A   | 0 / 6  | 8–6   |
| US Open                | 2R  | 1R  | 1R  | 3R   | SF  | A   | A   | A   |     | 0 / 5  | 7–5   |
| Thắng-Thua             | 5–4 | 1–4 | 4–4 | 10–4 | 8–4 | 5–3 | 0–0 | 0–0 | 0–0 | 0 / 23 | 33–23 |

## Các trận chung kết WTA Tour

### Đánh đơn: 28 (20 vô địch, 8 á quân)
| Winner — Legend (pre/post 2010)              |
| -------------------------------------------- |
| Grand Slam tournaments (0–1)                 |
| WTA Tour Championships (1–0)                 |
| Tier I / Premier Mandatory & Premier 5 (5–3) |
| Tier II / Premier (7–4)                      |
| Tier III, IV & V / International (7–0)       |

| Số danh hiệu trên các mặt sân |
| ----------------------------- |
| Cứng (14–5)                   |
| Cỏ (1–2)                      |
| Đất nện (2–0)                 |
| Thảm (0–0)                    |

| Kết quả | No. | Ngày                 | Giải đấu                                                | Mặt sân  | Đối thủ                  | Tỉ số                |
| ------- | --- | -------------------- | ------------------------------------------------------- | -------- | ------------------------ | -------------------- |
| Vô địch | 1.  | 5 tháng 8 năm 2007   | Nordea Nordic Light Open, Stockholm, Sweden             | Cứng     | Vera Dushevina           | 6–1, 6–1             |
| Vô địch | 2.  | 10 tháng 2 năm 2008  | Pattaya Women's Open, Pattaya, Thailand                 | Cứng     | Jill Craybas             | 6–2, 1–6, 7–6(7–4)   |
| Vô địch | 3.  | 19 tháng 5 năm 2008  | İstanbul Cup, Istanbul, Turkey                          | Đất nện  | Elena Dementieva         | 6–3, 6–2             |
| Vô địch | 4.  | 21 tháng 6 năm 2008  | International Women's Open, Eastbourne, United Kingdom  | Cỏ       | Nadia Petrova            | 6–4, 6–7(11–13), 6–4 |
| Á quân  | 1.  | 11 tháng 10 năm 2009 | China Open, Beijing, China                              | Cứng     | Svetlana Kuznetsova      | 2–6, 4–6             |
| Á quân  | 2.  | 8 tháng 8 năm 2010   | Mercury Insurance Open, San Diego, United States        | Cứng     | Svetlana Kuznetsova      | 4–6, 7–6(9–7), 3–6   |
| Vô địch | 5.  | 7 tháng 8 năm 2011   | Mercury Insurance Open, San Diego, United States        | Cứng     | Vera Zvonareva           | 6–3, 6–4             |
| Vô địch | 6.  | 1 tháng 10 năm 2011  | Toray Pan Pacific Open, Tokyo, Japan                    | Cứng     | Vera Zvonareva           | 6–3, 6–2             |
| Vô địch | 7.  | 9 tháng 10 năm 2011  | China Open, Beijing, China                              | Cứng     | Andrea Petkovic          | 7–5, 0–6, 6–4        |
| Vô địch | 8.  | 25 tháng 2 năm 2012  | Dubai Tennis Championships, Dubai, United Arab Emirates | Cứng     | Julia Görges             | 7–5, 6–4             |
| Vô địch | 9.  | 30 tháng 3 năm 2012  | Sony Ericsson Open, Miami, United States                | Cứng     | Maria Sharapova          | 7–5, 6–4             |
| Vô địch | 10. | 26 tháng 5 năm 2012  | Brussels Open, Brussels, Belgium                        | Đất nện  | Simona Halep             | 7–5, 6–0             |
| Á quân  | 3.  | 7 tháng 7 năm 2012   | Wimbledon Championships, London, United Kingdom         | Cỏ       | Serena Williams          | 1–6, 7–5, 2–6        |
| Á quân  | 4.  | 29 tháng 9 năm 2012  | Toray Pan Pacific Open, Tokyo, Japan                    | Cứng     | Nadia Petrova            | 0–6, 6–1, 3–6        |
| Vô địch | 11. | 6 tháng 1 năm 2013   | ASB Classic, Auckland, New Zealand                      | Cứng     | Yanina Wickmayer         | 6–4, 6–4             |
| Vô địch | 12. | 11 tháng 1 năm 2013  | Apia International Sydney, Sydney, Australia            | Cứng     | Dominika Cibulková       | 6–0, 6–0             |
| Á quân  | 5.  | 29 tháng 7 năm 2013  | Bank of the West Classic, Stanford, United States       | Cứng     | Dominika Cibulková       | 6–3, 4–6, 4–6        |
| Vô địch | 13. | 22 tháng 9 năm 2013  | KDB Korea Open, Seoul, South Korea                      | Cứng     | Anastasia Pavlyuchenkova | 6–7(6–8), 6–3, 6–4   |
| Á quân  | 6.  | 16 tháng 3 năm 2014  | BNP Paribas Open, Indian Wells, United States           | Cứng     | Flavia Pennetta          | 2–6, 1–6             |
| Vô địch | 14. | 10 tháng 8 năm 2014  | Rogers Cup, Montreal, Canada                            | Cứng     | Venus Williams           | 6–4, 6–2             |
| Á quân  | 7.  | 27 tháng 6 năm 2015  | Aegon International, Eastbourne, United Kingdom         | Cỏ       | Belinda Bencic           | 4–6, 6–4, 0–6        |
| Vô địch | 15. | 27 tháng 9 năm 2015  | Toray Pan Pacific Open, Tokyo, Japan (2)                | Cứng     | Belinda Bencic           | 6–2, 6–2             |
| Vô địch | 16. | 18 tháng 10 năm 2015 | Tianjin Open, Tianjin, China                            | Cứng     | Danka Kovinić            | 6–1, 6–2             |
| Vô địch | 17. | 1 tháng 11 năm 2015  | WTA Finals, Singapore                                   | Cứng (i) | Petra Kvitová            | 6−2, 4−6, 6−3        |
| Vô địch | 18. | 9 tháng 1 năm 2016   | Shenzhen Open, Shenzhen, China                          | Cứng     | Alison Riske             | 6–3, 6–2             |
| Vô địch | 19. | 27 tháng 8 năm 2016  | Connecticut Open, New Haven, United States              | Cứng     | Elina Svitolina          | 6–1, 7–6(7–3)        |
| Vô địch | 20. | 9 tháng 10 năm 2016  | China Open, Beijing, China (2)                          | Cứng     | Johanna Konta            | 6–4, 6–2             |
| Á quân  | 8.  | 13 tháng 1 năm 2017  | Apia International Sydney, Sydney, Australia            | Cứng     | Johanna Konta            | 4–6, 2–6             |

### Đánh đôi: 4 (2 vô địch, 2 á quân)
| Winner — Legend (pre/post 2010)              |
| -------------------------------------------- |
| Grand Slam tournaments (0–0)                 |
| WTA Tour Championships (1–0)                 |
| Tier I / Premier Mandatory & Premier 5 (1–1) |
| Tier II / Premier (0–1)                      |
| Tier III, IV & V / International (1–0)       |

| Số danh hiệu trên các mặt sân |
| ----------------------------- |
| Cứng (1–2)                    |
| Cỏ (0–0)                      |
| Đất nện (1–0)                 |
| Thảm (0–0)                    |

| Kết quả | No. | Ngày                | Giải đấu                                                    | Mặt sân | Đồng đội           | Đối thủ                      | Tỉ số                 |
| ------- | --- | ------------------- | ----------------------------------------------------------- | ------- | ------------------ | ---------------------------- | --------------------- |
| Vô địch | 1.  | 21 tháng 5 năm 2007 | İstanbul Cup, Istanbul, Turkey                              | Đất nện | Urszula Radwańska  | Chiêm Vịnh Nhiên Sania Mirza | 6–1, 6–3              |
| Á quân  | 1.  | 22 tháng 2 năm 2009 | Dubai Tennis Championships, Dubai, United Arab Emirates     | Cứng    | Maria Kirilenko    | Cara Black Liezel Huber      | 3–6, 3–6              |
| Á quân  | 2.  | 9 tháng 8 năm 2009  | LA Women's Tennis Championships, Los Angeles, United States | Cứng    | Maria Kirilenko    | Chuang Chia-jung Yan Zi      | 0–6, 6–4, [7–10]      |
| Vô địch | 2.  | 3 tháng 4 năm 2011  | Sony Ericsson Open, Miami, United States                    | Cứng    | Daniela Hantuchová | Liezel Huber Nadia Petrova   | 7–6(7–5), 2–6, [10–8] |